# Shayang (Jingmen)
Shayang (chiń. upr. 沙洋县; chiń. trad. 沙洋縣; pinyin Shāyáng Xiàn) – powiat w południowej części prefektury miejskiej Jingmen w prowincji Hubei w Chińskiej Republice Ludowej. Liczba mieszkańców powiecie w 2010 roku wynosiła 581443.